# Wedemark
Wedemark er en kommune med knap 30.000 indbyggere i   Region Hannover, i den tyske delstat Niedersachsen. Administrationen liggende i byen  Mellendorf omkring 20 kilometer nord for Hannover. Kommunenavnet kommer fra betegnelsen for det historiske landskab Wedemark.

## Geografi
Kommunen Wedemark grænser til (med uret fra øst)  Burgwedel, Isernhagen, Langenhagen, Garbsen og Neustadt am Rübenberge (alle Region Hannover) samt til  Lindwedel (Landkreis Heidekreis) og Wietze (Landkreis Celle).

### Inddeling
I kommunen Wedemark ligger landsbyerne og bebyggelserne:
- Abbensen (1041 indb.)
- Bennemühlen (334 indb.)
- Berkhof (1077 indb.)
- Bissendorf (5033 indb.)
- Bissendorf-Wietze (2271  indb.)
- Brelingen (2243 indb.)
- Duden-Rodenbostel (108 indb.)
- Elze (2945 indb.)
- Gailhof (635  indb.)
- Hellendorf (1363 indb.)
- Meitze (747  indb.)
- Mellendorf (6665 indb.)
- Negenborn (792 indb.)
- Oegenbostel (389  indb.)
- Resse (2547 indb.)
- Scherenbostel (1086 indb.)
- Wennebostel (756 indb.)

(indbyggertal pr. 31. december 2015)